# مقاطعة مينغو (فرجينيا الغربية)
مقاطعة مينغو هي مقاطعة في فيرجينيا الغربية، بلغ عدد سكانها 26٬839  نسمة، في 2010، عاصمتها ويليامسون، تبلغ مساحتها 1٬097 كيلومتر مربع.

## الموقع
تشترك في الحدود مع:
- مقاطعة لينكولن (فرجينيا الغربية)
- مقاطعة بايك
- مقاطعة مارتن
- مقاطعة واين (فرجينيا الغربية)
- مقاطعة ماكدويل (فرجينيا الغربية)
- مقاطعة لوغان
- مقاطعة وايومنغ (فرجينيا الغربية)
- مقاطعة بوكانان.

## أعلام
- جان واتسون